# Gerda Elata-Alster
Gerda Elata-Alster, née Thau en 1930 à Vienne (Autriche), est une spécialiste israélo-autrichienne de sciences littéraires, qui occupa le poste de professeure émérite en langues et littératures étrangères à l'université Ben-Gourion du Néguev (Beer-Sheva).

## Origines familiales
Gerda Elata-Alster, née dans une famille juive autrichienne, est la sœur aînée du rabbin orthodoxe Zvi Yisrael Tau et de la rabbine libérale Éveline Goodman-Thau.
Sa famille émigre en Hollande en 1938. Durant l'enfance, la fratrie apprend à pratiquer l'allemand, le yiddish, le néerlandais et l'hébreu.
Gerda Elata-Alster s'installe en Israël en 1964, avant d'y mener une importante carrière universitaire.